# Kirsbach
Kirsbach ist eine Ortsgemeinde im Landkreis Vulkaneifel in Rheinland-Pfalz. Sie gehört der Verbandsgemeinde Kelberg an.

## Geographie
Der Ort liegt im Naturpark Vulkaneifel.

## Geschichte
Kirsbach gehörte bis zum Ende des 18. Jahrhunderts zum Schultheißenamt Welcherath des kurkölnischen Amtes Nürburg.
Im Jahr 1794 hatten französische Revolutionstruppen das Linke Rheinufer besetzt. Unter der französischen Administration gehörte Kirsbach von 1798 bis 1814 zum Kanton Adenau im Rhein-Mosel-Departement. Aufgrund der 1815 auf dem Wiener Kongress getroffenen Vereinbarungen kam die Region zum Königreich Preußen. Unter preußischer Verwaltung war die Gemeinde Kirsbach dem Kreis Adenau im Regierungsbezirk Koblenz zugeordnet und wurde von der Bürgermeisterei Kelberg verwaltet. Diese ging 1927 im Amt Kelberg und 1968 in der Verbandsgemeinde Kelberg auf. Nach dem Ersten Weltkrieg stand das Gebiet unter Französischer Militärverwaltung. Bei der Auflösung des Kreises Adenau im Jahr 1932 kam Kirsbach zum Kreis Mayen. Seit 1946 ist die Region Teil des Landes Rheinland-Pfalz und gehörte bis 1949 bzw. 1955 zur Französischen Besatzungszone.
Im Zuge der kommunalen Neuordnung von Rheinland-Pfalz kam die Gemeinde am 7. November 1970 vom gleichzeitig aufgelösten Landkreis Mayen zum Landkreis Daun (heute Landkreis Vulkaneifel).

## Politik

### Gemeinderat
Der Gemeinderat in Kirsbach besteht aus sechs Ratsmitgliedern, die bei der Kommunalwahl am 9. Juni 2024 in einer Mehrheitswahl gewählt wurden, und dem ehrenamtlichen Ortsbürgermeister als Vorsitzendem.

### Bürgermeister
Sven Devolder wurde am 1. Juli 2024 Ortsbürgermeister von Kirsbach. Da für die Direktwahl am 9. Juni 2024 kein Wahlvorschlag eingereicht wurde, erfolgte die Neuwahl gemäß rheinland-pfälzischer Gemeindeordnung durch den Rat, der sich auf seiner konstituierenden Sitzung für Sven Devolder entschied.
Devolders Vorgänger Alois Königs hatte zur Wahl 2024 nicht erneut kandidiert. Zuletzt war er bei der konstituierenden Sitzung des vorangegangenen Gemeinderats am 17. Juni 2019 in seinem Amt bestätigt worden. Königs Vorgänger Heinz Koch übte das Amt von 1994 bis 2002 und von 2004 bis 2009 aus.

### Wappen
| Wappen von Kirsbach | Blasonierung: „Von Silber über Schwarz geteilt, oben ein durchgehendes schwarzes Kreuz, unten ein silberner Winkel mit silberner, goldgeschäfteter Axt gekreuzt.“ |
| Wappen von Kirsbach | |

## Sehenswürdigkeiten

St. Josef
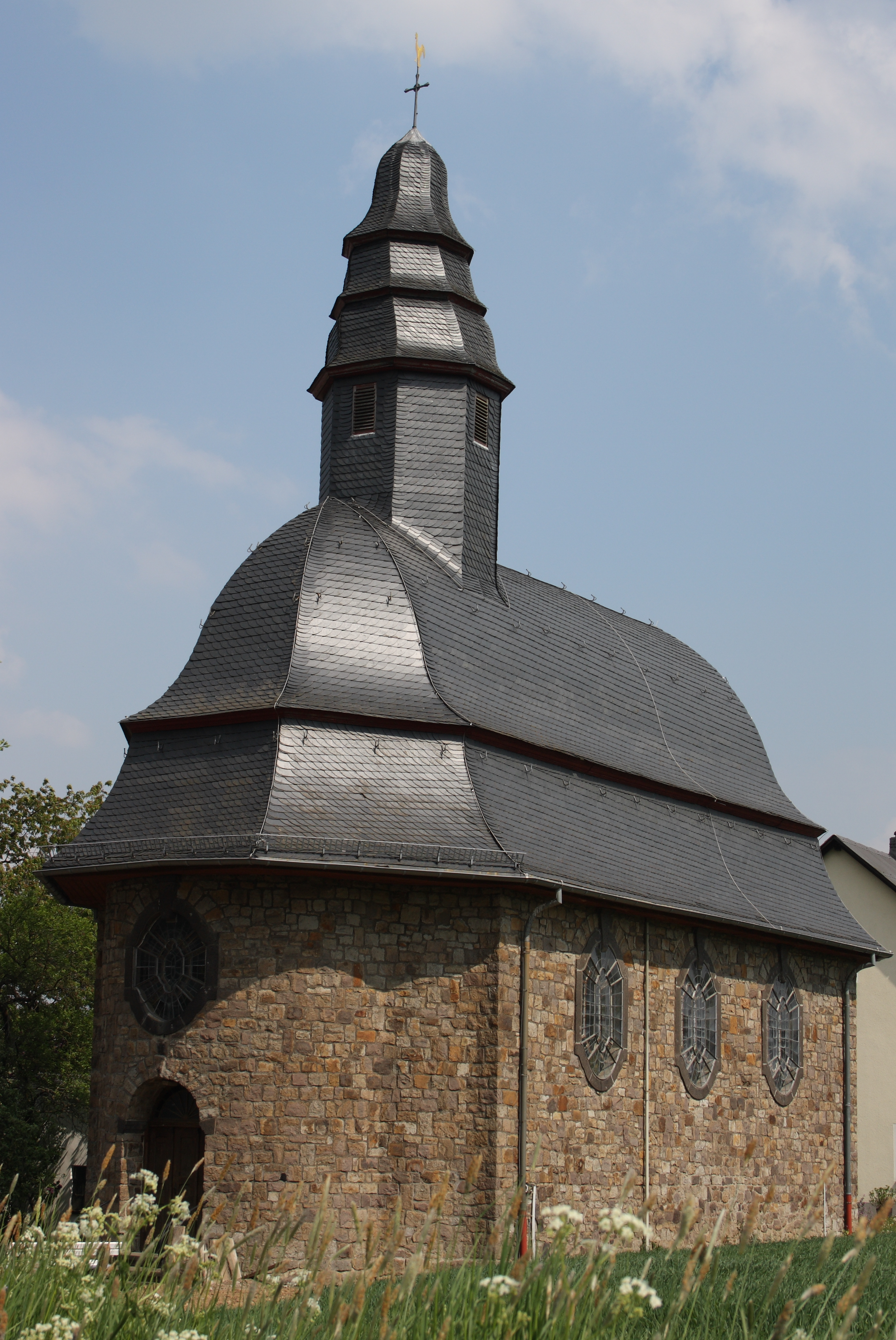
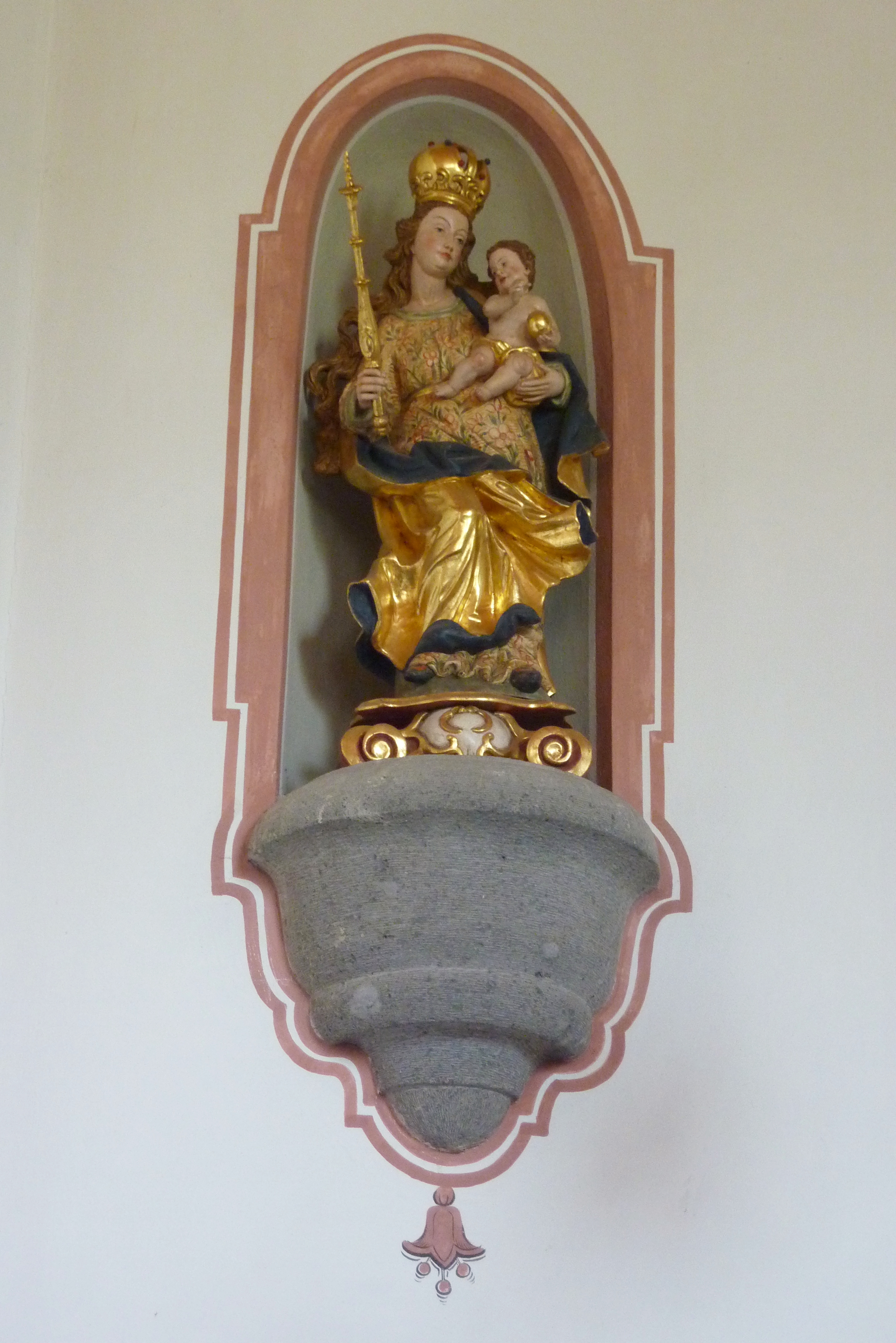
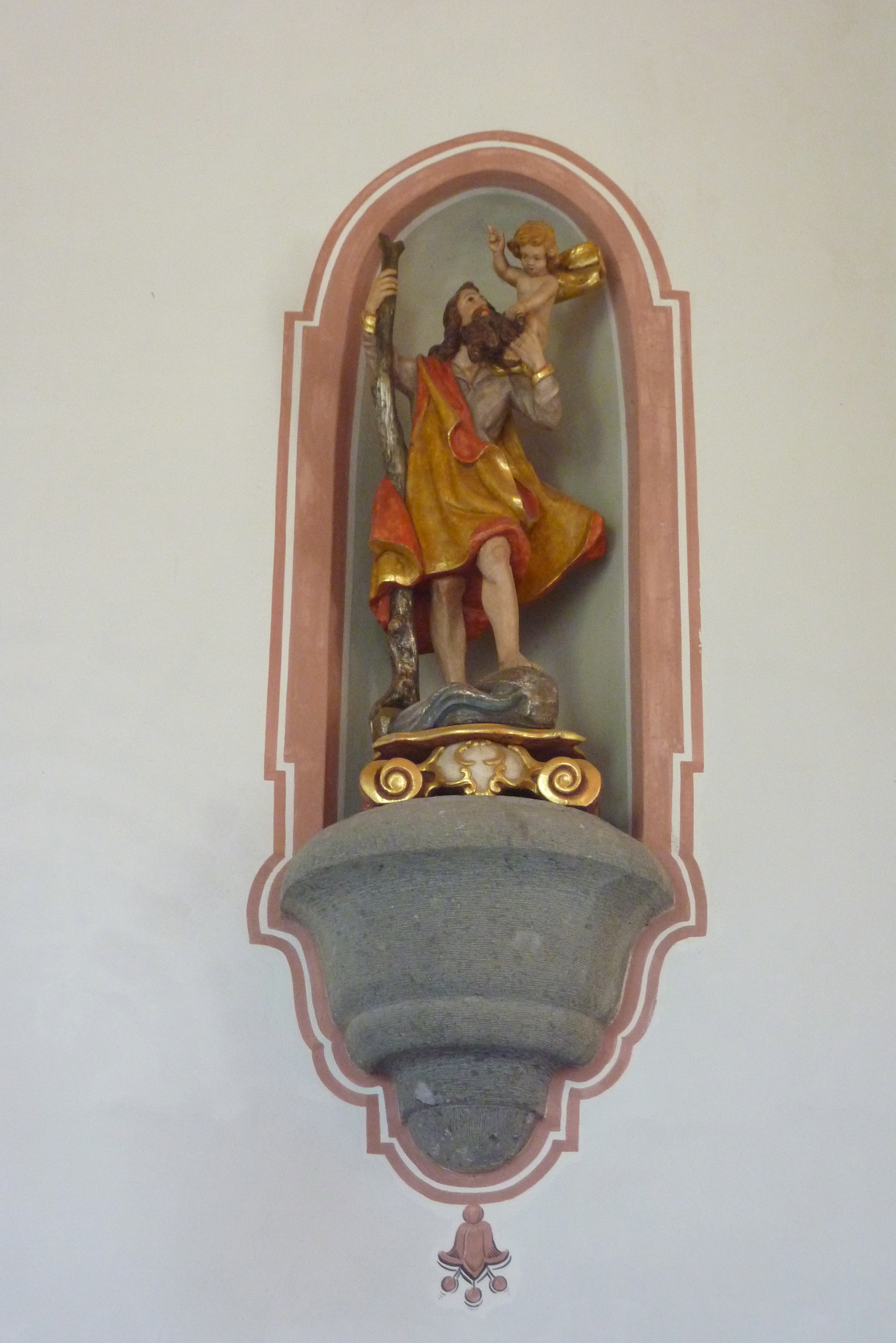
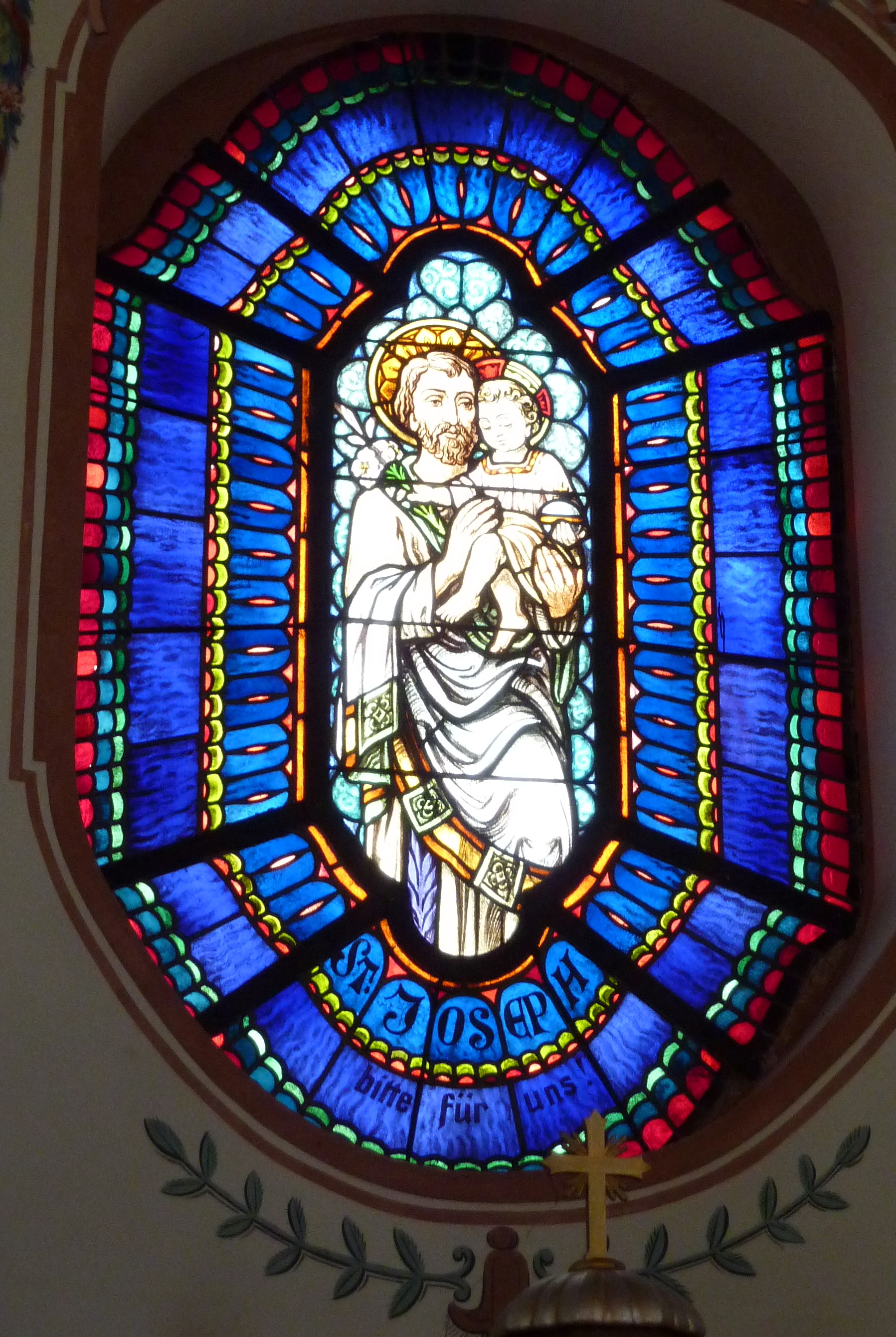

In Kirsbach befindet sich die katholische Filialkirche St. Josef. Sie ist als barockisierter Saalbau 1920 erbaut worden. Die Glasfenster im Innenraum wurden 1922 von Otto Linnemann geschaffen.